# Aleile din satul Rassvet
Aleile din satul Rassvet, raionul Strășeni sunt o arie protejată din Republica Moldova, reprezentând un monument de arhitectură peisagistică. În lista oficială, monumentul naturii este identificat ca Alei de larice și tei, grupuri de conifere. Are o suprafață de 2 ha. În 1998, se afla în administrarea Întreprinderii Agricole „Codru”. În imediata apropiere a ariei protejate se află un stadion de fotbal.